# 47 Ursae Majoris d
47 Ursae Majoris d (47 UMa d) – planeta pozasłoneczna krążąca wokół gwiazdy 47 Ursae Majoris. Jej odkrycie ogłoszono w 2010 roku. Odległość planety 47 UMa d od gwiazdy wynosi ok. 11,6 j.a., a okres obiegu planety wynosi ok. 38 lat. 47 UMa d znajduje się najdalej ze wszystkich planet odkrytych w tym systemie. Ma masę co najmniej 1,64 (-0,48 +0,29) razy większą od masy Jowisza.